# Carex secta
Carex secta là một loài thực vật có hoa trong họ Cói. Loài này được Boott mô tả khoa học đầu tiên năm 1853.

## Hình ảnh

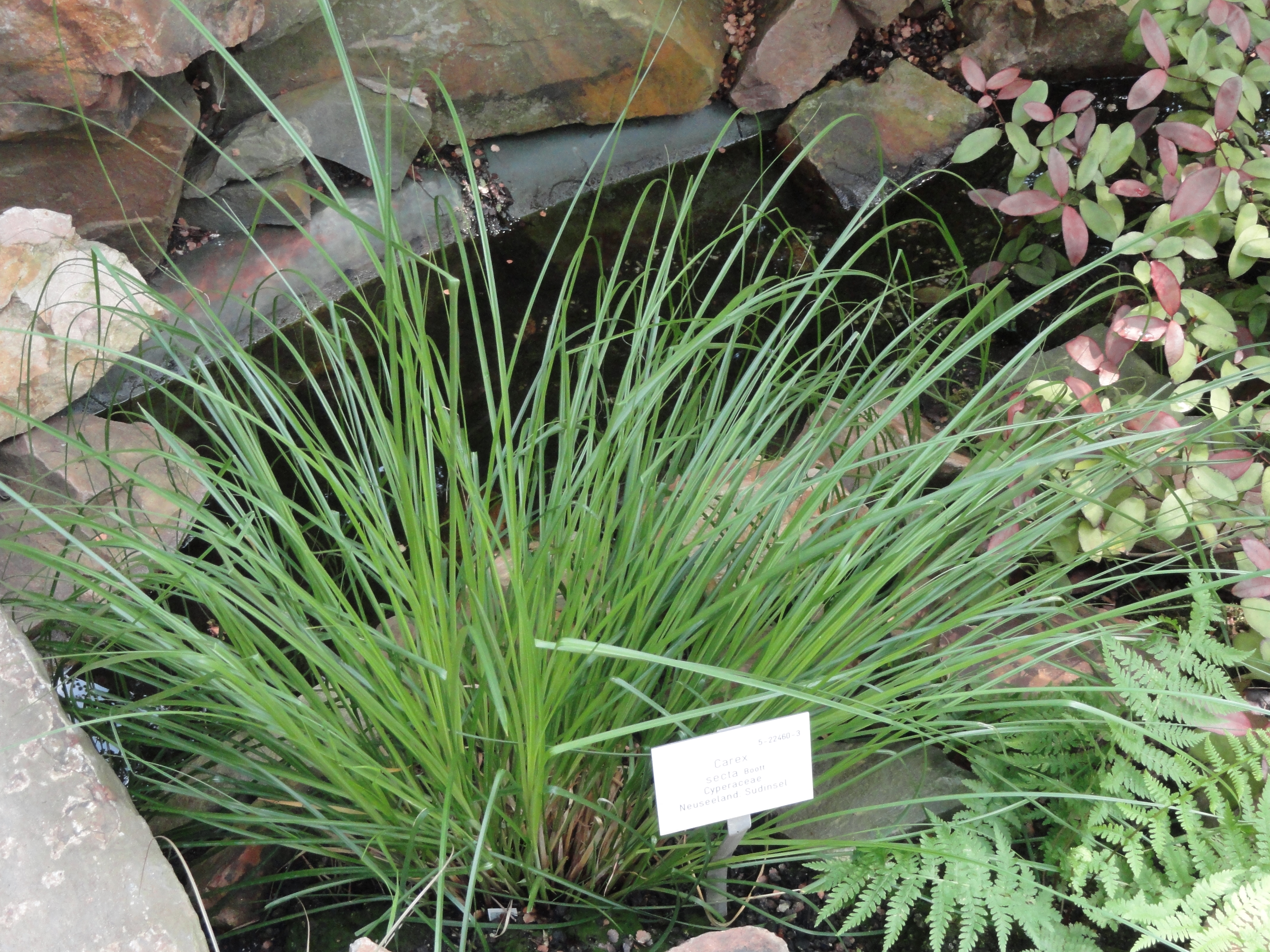